# Batalla de Kolubara
La batalla de Kolubara (librada entre el 3 y el 9 de diciembre de 1914) fue un enfrentamiento armado entre el Reino de Serbia y el Imperio austrohúngaro que tuvo lugar durante la Primera Guerra Mundial. Terminó con la victoria de los serbios, que expulsaron a los invasores austrohúngaros de su territorio.
La batalla es uno de los temas de estudio más importantes en las academias militares de todo el mundo. El jefe serbio, el general y mariscal Živojin Mišić, es considerado uno de los caudillos militares más grandes de la historia.

## El avance austrohúngaro
Después de la batalla de Drina, el ejército serbio se retiró a la orilla del río Kolubara. Lo componía 250 000 soldados mal equipados, mientras que los austrohúngaros contaban con una fuerza de 450 000 hombres. El 16 de noviembre de 1914, el ejército balcánico austrohúngaro (formado por los ejércitos 5.º y 6.º), al mando del mariscal de campo Oskar Potiorek, lanzó un ataque al otro lado del río. El objetivo de Potiorek era arrebatar al enemigo las vías ferroviarias que unían Obrenovac y Valjevo y usarlas para transportar los suministros de sus tropas en lugar de los caminos fangosos de Mačva. El 5.º Ejército, que cubrió la parte norte del frente, tomó la localidad de Lazarevac, defendida por el 2.º Ejército serbio, mientras que en el sur las unidades 15.ª y 16.ª del 6.º Ejército arremetieron contra el 1.er Ejército serbio, le arrebataron el monte Laljen el 24 de noviembre, y pusieron el flanco izquierdo del ejército serbio en una situación complicada. El 25 de noviembre, el 5.º Ejército austrohúngaro obligó a retroceder a los ejércitos 2.º y 3.º del enemigo, cruzó el río Ljig y flanqueó al 1.º Ejército.
El general del 1.º Ejército serbio, Živojin Mišić, propuso abandonar sus posiciones y tomar una nueva, frente a la ciudad de Gornji Milanovac. Su plan era demorar el combate, permitir que sus tropas descansaran y, después, lanzar una contraofensiva. Radomir Putnik, el jefe general serbio, no aprobó la propuesta y le advirtió a Mišić que en ese caso los otros ejércitos también tendrían que retirarse, por lo que, en consecuencia, Belgrado sería abandonada. Mišić le indicó a Putnik que las órdenes para adoptar la nueva línea de defensa ya habían sido emitidas y que no las cambiaría mientras él siguiese al mando. Al final, Putnik aceptó el plan.

Operaciones en Serbia, noviembre-diciembre de 1914.

Cuando Belgrado fue abandonada, Potiorek elaboró un nuevo plan. Quería que todos los soldados del 5.º Ejército se concentraran en la zona de la capital serbia para aniquilar al 2.º Ejército, que estaba en el extremo derecho del frente serbio. A continuación, el 5.º Ejército se dirigiría hacia el sur, acometería a los serbios y los obligaría a rendirse. Pero Potiorek subestimó las capacidades ofensivas del 1.º Ejército de Mišić, que esperaba al sur; pensó que estaría exhausto y demasiado debilitado como para reaccionar a su ofensiva.
Por su parte, los soldados austrohúngaros estaban agotados incluso antes de que empezara el ataque. Cuando se alcanzaron el lugar clave del plan, las tropas serbias se encontraban descansando en sus nuevas posiciones. El 2 de diciembre, Mišić terminó los preparativos para la ofensiva y al día siguiente Putnik ordenó que comenzara el asalto, para el que emplearía al ejército serbio entero. Era el momento ideal para atacar, ya que los cuerpos principales de las unidades austrohúngaras, que contaban con más hombres, se encontraban fuera de combate y rumbo al norte.

## El contraataque serbio
El 3 de diciembre, el 1.er Ejército, apoyado por las unidades de Užice desde el ala izquierda, lanzó un ataque sorpresivo contra el XVI Cuerpo enemigo. Los austrohúngaros sufrieron numerosas bajas y tuvieron que retroceder. El 4 de diciembre, el XVII Cuerpo trató de frenar el avance del 1.er Ejército, en vano; Potiorek ordenó que el 5.º Ejército atacara, para poder completar la operación antes de que fuese derrotado el 6.º. Sin embargo, la mayoría de las unidades austrohúngaras continuaron marchando rumbo al norte. 
El 5 de diciembre, el 1.er Ejército serbio se apoderó del monte Suvobor, la posición defensiva principal del 6.º Ejército austrohúngaro. Mientras tanto, el 3.er Ejército serbio había fracasado en su intento de expulsar al XV Cuerpo del monte Rudnik y el Ejército de Užice había sufrido muchas bajas. Sin embargo, estas formaciones presionaron a las fuerzas austrohúngaras y coadyuvaron en la victoria del 1.er Ejército. Por la noche, la mayoría de las unidades austrohúngaras llegaron a su nueva posición con sus soldados muy cansados.
El 6 de diciembre, Potiorek ordenó la retirada del 6.º Ejército de la orilla occidental del río Kolubara. Los austrohúngaros finalmente atacaron al 2.º Ejército, pero fueron detenidos de inmediato. El 8 de diciembre volvieron a arremeter, con mayor fuerza, pero nuevamente el 2.º Ejército logró mantener su posición. Otras unidades del 5.º Ejército, bajo las órdenes del general Liborius Ritter von Frank, tuvieron un éxito mayor, pero ya era demasiado tarde: el 1.er Ejército serbio había recuperado Valjevo y avanzaba hacia el norte. En Vojvoda, Putnik reforzó el 2.º Ejército serbio con nuevas tropas y ordenó un ataque antes de que los austrohúngaros pudieran fortificar sus posiciones. El 12 de diciembre, el 2.º Ejército serbio, mandado por Stepanović, acometió y derrotó al VIII Cuerpo autrohúngaro. El 5.º Ejército tuvo que evacuar Belgrado y cruzar el río Sava el 15 de diciembre. La batalla había terminado. 
El ejército serbio capturó 76 000 soldados enemigos; el número de bajas austrohúngaras fue incluso mayor. El ejército invasor abandonó grandes cantidades de equipamiento militar, que, según algunas fuentes, eran «suficientes como para equipar a tres cuerpos completos». Mišić fue ascendido y trasladado a Vojvoda, mientras que Potiorek se retiró y fue reemplazado por el archiduque Eugenio de Austria, quien tomó control del 5.º Ejército y asumió el mando del ejército balcánico desde diciembre de 1914.
En 1914, el ejército balcánico austrohúngaro perdió alrededor de 224 500 hombres (de los 450 000 que participaron en la batalla), mientras que el serbio sufrió alrededor de 170 000, casi el total de sus hombres antes de la guerra.

## Consecuencias
Austria-Hungría perdió varias batallas y, como consecuencia, no consiguió conquistar o derrotar a Serbia. Las fuerzas serbias expulsaron de su territorio a los ejércitos austrohúngaros 5.º y 6.º y recobraron Belgrado. Al mismo tiempo, Austria-Hungría seguía sufriendo la amenaza constante del ejército ruso en su frontera oriental. 
Ya que Serbia no era una amenaza grave para Austria-Hungría, esta última no emprendió nuevas ofensivas en la región durante los diez meses siguientes, la mayoría de los soldados de la zona fueron transferidos al frente italiano. Por otro lado, aunque victoriosos, los serbios sufrieron pérdidas más graves, ya que su ejército era mucho más pequeño que el austrohúngaro. Esto, sumado a una epidemia de tifus que asoló la campiña durante el invierno, hizo que Serbia permaneciera a la defensiva durante 1915, en espera de la ayuda de los Aliados, que nunca llegó. 
Aunque la batalla tendría una semana más de duración, los serbios habían ejecutado uno de los mayores contraataques de la Primera Guerra Mundial, literalmente arrebatando una gran victoria de las fauces de una derrota desastrosa. El impulso resultante a la moral era inmenso, no solo para los serbios, sino también para todos los ejércitos aliados y sus poblaciones.

## Lectura complementaria
- Rickard, J. (4 de marzo de 2001). «Battle of Kolubra, 3–9 December 1914». Consultado el 29 de abril de 2012.
- Keegan, John (1999). The Nombre World War. Pimlico. p. 512. OCLC 40180059.
- Journal., Navy (6 de diciembre de 1914). «The War Situation» (PDF). New York Times. Archivado desde el original el 3 de noviembre de 2012. Consultado el 29 de abril de 2012.
- «The War Situation» (PDF). New York Times. 8 de diciembre de 1914. Archivado desde el original el 3 de noviembre de 2012. Consultado el 29 de abril de 2012.
- Stone, Norman (1998). The Eastern Front 1914-1917. Penguin. p. 57. ISBN 0140267255.
- Keegan, John; Wheatcroft, Andrew (1996). Who's Who in Military History: From 1453 to the Present Day. Routledge. p. 146. ISBN 0-415-12722-X.
- Neiberg, Michael S. (2005). Fighting The Great War: A Global History. Harvard University Press. pp. 57–59. ISBN 0-674-01696-3.
- Miller, William III; Miller, William (1966). The Ottoman Empire and Its Successors, 1801-1927. Routledge. pp. 523-530. ISBN 0-7146-1974-4. OCLC 233550422.